# Welicoruss
Welicoruss es una banda de Black Metal Sinfónico / Black Metal Pagano, residentes en Novosibirsk, una ciudad de Siberia, Rusia.

## Concepto
El nombre de la banda, Welicoruss, es una connotación histórica, derivada del nombre de la parte noroeste de la antigua Rusia. El nombre también referencia a la revolucionario rusa, Nikolái Chernishevski. El sonido y la imagen de la banda son indudablemente con la intensidad y la oscuridad del Black Metal[cita requerida]. Welicoruss también incluye grandes producciones, melodías de folk tradicional, y elementos de sinfonías en sus composiciones. Las letras, concepto e ideologías están inspiradas en la antigua Rusia y lo pagano.

## Historia

### Formación
Inicialmente fue formado únicamente por Alex Boganov, en 2002, numerosas demos salieron antes y cercanas a 2006, que es cuando ya se formó la banda al completo. Su primer larga duración, llamado "Wintermoon Symphony", fue publicado en 2008, y su segundo álbum "Apeiron", muy seguido, en 2009. Ambos álbumes fueron publicados por la discográfica rusa CD-Maximum, antes de que la banda finalizara el contrato en 2009.

### Primeros años
El vídeo de la canción Blzzard empezó su rodaje en Youtube en 2008, y Welicorus compartió escenario con Gorgoroth, Cynic, Moonspell y Samael, entre muchos otros, en el festival Metal Head Mission, en ese mismo año. La banda salió en el número 47 de Dark City Magazine, ganando más reconocimiento. En 2009 la banda hace su primer tour como Headliner en dieciséis ciudades de Rusia, del 11 de abril al 4 de mayo. La banda, también tocó con los legendarios Helheim en 2009.

### Años intermedios
El 31 de julio de 2011, la banda saca el sencillo "Kharnha" de forma gratuita en Internet, formado por tres nuevas canciones, una intro y una versión orquestal de bonus track. Se presenta una banda más light, con más composición en sus letras y melodías. 
En octubre de 2011, a banda firme un contrato de distribución con la discográfica americana Domestic Genocide Records. El 12 de diciembre de 2012, la banda presenta su nuevo vídeo Kharnha en "Rock City Clb".
En 2012, su nuevo videoclip Sons of the North fue publicado en Youtube, dirigido por Alexey Boganov y montado por "Eye Cinema Studios". trata de un hombre que se encuentra accidentalmente en el norte, asesinado por una bruja, y ahora busca venganza.

### Salida a Europa
En 2013 el fundador de la banda Alexey Boganov se dio cuenta de que Welicoruss ha alcanzado su máximo de posibilidades en las partes orientales de Rusia. Así que en el otoño de 2013 se trasladó a Praga y decidió armar una nueva formación allí. Pronto el guitarrista serbio Gojko Marić, el bajista ruso Dmitriy Zhikharevich y el baterista checa David Urbana se unieron a Welicoruss, lo que hizo que una banda internacional. En 2014 la banda realiza en los conciertos de Arkona en Praga y Brno y participa en "Made of Metal" y "Under Dark Moon" festival en República Checa. El nuevo álbum "esm Az" ("Yo soy" en la antigua Rusia) fue lanzado oficialmente el 31 de enero. El álbum fue creado y registrado en Novosibirsk, sin embargo algunas pistas fueron regrabadas y ligeramente rehechas en Praga.

## Discografía

### Demo
- 2002: "WinterMoon Symphony"
- 2004: "WinterMoon Symphony" (2nd Version)

### Studio álbumes
- 2008: "WinterMoon Symphony"
- 2009: "Apeiron"
- 2011: "Kharnha", EP
- 2015: "Az Esm'"
- 2022: "Siberian Heathen Horde"

## Videografía
- 2007: "Slavonic Power" (WCG)
- 2008: "Blizzard" (WCG)
- 2009: "Slava Rusi" (WCG)
- 2011: "Kharnha" (Imperium Studio)
- 2012: "Sons of the North" (EYE Cinema)
- 2015: "Az Esm"
- 2020: "Spellcaster" (El-Puerto Records)
- 2020: "Siberian Heathen Horde" (El-Puerto Records)
- 2021: "Welicoruss "15 years of madness" documentary

## Miembros

### Actuales miembros
- Alexey Boganov - Voz, concepto de la banda
- Tomas Magnusek - Bajo
- Filip Rabenseifner- Guitarras
- Ilya Tabachnik - Batería

### Exmiembros
- Gojko Maric - Guitarra
- Dimitry Zhikharevich - Bajo
- Ilia Chursin - Ingeniero de sonido, baterías y percusión
- Boris Voskolovich - Teclados, coros
- Max Fomin - Guitarra
- Alexey Boldin - Bajo
- Alexandr Golovin - Bajo
- Pavel Filyuhin - Teclados, coros
- Anton Lorentz - Guitarra